# Mindennapi tudomány
A Naked Science egy amerikai dokumentumfilm sorozat, amely 2004-ben indult a National Geographic Channel csatornán. A műsor korunk igen aggasztó és csodálatraméltó természeti jelenségeit mutatja be, és ehhez segítségül hívják a  tudomány és a technika modern eszközeit.